# La Rochénard
La Rochénard – miejscowość i gmina we Francji, w regionie Nowa Akwitania, w departamencie Deux-Sèvres.
Według danych na rok 1990 gminę zamieszkiwało 460 osób, a gęstość zaludnienia wynosiła 54 osób/km² (wśród 1467 gmin regionu Poitou-Charentes La Rochénard plasuje się na 582. miejscu pod względem liczby ludności, natomiast pod względem powierzchni na miejscu 913.).